# Apatura substituta
Apatura substituta är en fjärilsart som beskrevs av Butler 1873. Apatura substituta ingår i släktet Apatura och familjen praktfjärilar. Inga underarter finns listade i Catalogue of Life.